# 平井晩村
平井 晩村（ひらい ばんそん、1884年（明治17年）5月13日 - 1919年（大正8年）9月2日）は、明治・大正時代の日本の詩人・小説家・新聞記者。民謡詩人として多くの作品を残した。群馬県前橋市出身。本名は駒次郎。

## 生涯
1884年（明治17年）5月13日/15日/17日、群馬県前橋本町（現在の前橋市本町2丁目）に生まれる。実家は酒造業を営んでいた。祖父・與吉は近江国蒲生郡（現在の滋賀県東近江市）の出身で、武蔵国の造り酒屋「中村屋」に奉公した後前橋にのれん分けをした。與吉は現在の新潟県柏崎市出身のゆきを妻としたが夫婦には子がなかったため、晩村の父となる仙太郎を養子に迎え、とを（ゆきの妹）と結婚させた。仙太郎・とをの間には喜代作・駒次郎（晩村）・すみの3人の子どもが生まれたが、長男・喜代作は與吉の子として届け出がされたために、駒次郎は戸籍上仙太郎の長男となっていた。仙太郎は駒次郎が3歳の時に死去し、とをは実家に帰ったため駒次郎は祖父母である與吉・ゆきの養育を受けた。
駒次郎は幼稚園に通った後、1890年（明治23年）4月に厩橋尋常小学校に入学した。この時期兄・喜代作とともに謡曲の師匠のもとへ稽古に通っていたが、喜代作は野田の醤油醸造店へ奉公に出るため前橋を去った。1898年（明治31年）高等小学校卒業後、群馬県尋常中学校（現・群馬県立前橋高等学校）に進学。1900年（明治33年）6月の『学友会雑誌』第27号に「ひらい」の名で「秋のさまざま」という散文を、11月の第28号に「平井櫻州」の名で「花菫」という新体詩を寄稿している。同校の2年後輩に萩原朔太郎がおり、この時期和歌を通じて交流を持っている。しかしストライキに参加して処分を受けたことをきっかけとして1900年末から翌年春ごろに自主退学した。中退後は軍人を志望して京都へ行ったが身体検査で不合格となった。
1901年（明治34年）上京し私立の明治義会中学校に編入学、4月に『新聲』に平井晩村のペンネームで寄稿した短歌2首が掲載された。早稲田大学高等師範部国語漢文科に進学した後も『新聲』『文庫』に詩や民謡を多数寄稿している。早稲田大学在学中に金子薫園の白菊会に参加し、金子編の歌集『凌宵花』（1905年（明治38年））・『伶人』（1906年（明治39年））にも晩村の歌が収められている。
1906年（明治39年）早稲田大学を卒業し報知新聞の記者となった。翌年大間々町の沢富子と結婚し、豊多摩郡大久保村に居を構えた。さらに翌年長男・達也が誕生し四谷区荒木町に転居した。次男・芳夫、長女・正子が誕生するのは荒木町に住んでいた時期のことである。1908年（明治41年）『婦人世界』3巻9号に小説「女教師」が掲載。1910年（明治43年）に報知新聞紙上で実録物の連載を行い、これらは1912年（大正元年）に『風雲回顧録』『明治三大探偵実話』として単行本として刊行された。1914年（大正3年）に報知新聞社を退職。1915年（大正4年）に第一詩集『野葡萄』を出版するが、その校正の最中祖母の死去の報に接し、さらに翌年兄喜代作が死去した。1915年には叶九隻（渡辺水巴門下）と俳句・短歌誌『白瓶』を創刊している。
1916年（大正5年）8月、健康問題から一家で神奈川県逗子町へ転居。翌1917年（大正6年）1月に妻・富子が鎌倉の吾妻病院に入院し4月14日に死去したため、3人の子どもを連れて故郷前橋へと帰る。この時期の晩村は『武侠世界』『講談倶楽部』『女学世界』『少年倶楽部』『日本少年』などの雑誌から原稿の依頼を受け、さらに書き下ろしの歴史小説文庫の執筆と病身ながら多くの作品を書き続け、秋には民謡選集『茶摘唄』を出版している。
1918年（大正7年）1月から上毛新聞紙上「一日一筆」を連載、その中で前橋中学校校歌作詩の依頼を受け制作にあたる経緯も述べられている。6月に小康を得た晩村は友人の石橋皐一（如山）と草津温泉へ旅行へ出かけている。この時に以下の詩を作り、これは9月に出版された『湯けむり』に掲載され、草津節の原型となった。なお現在草津温泉の「大滝の湯」に歌碑が建てられている。
同年11月2日に『上野毎日新聞』が創刊されると主幹となり小説「大塩平八郎」「蛇供養」を連載したが、同社での活動は他には特段確認されていない。
前橋市横山町に住んでいた晩村は病状の悪化に伴い曲輪町へと移り住んだ。1919年（大正8年）『少年倶楽部』6月号の「鄭成功」、『講談倶楽部』6月号の「枯野の花」が雑誌への最後の掲載となった。6月から前橋赤十字病院に入院したが、肺結核の回復の見込みはなく、7月には自宅に戻り、異父妹の世話を受けながら子どもたちには病室には入れさせずに日記を書かせてその添削をしていた。9月2日午後6時、結核により35歳で死去。日記には「母なくも父はありけり父死になば 誰たよるらん撫子の花」「やがて死ぬ父とも知らで日記つけて 褒められに来る兄よ弟よ」の短歌が残されていた。この2首は前橋こども公園の「文学の小道」に歌碑が設置されている。
死没後の9月20日、第二詩集『麦笛』が刊行された。晩村は天川霊園に葬られ、墓所には「芋掘れば嬉しがる子の運びけり」「屋根に霜の降るらし枕低う寝る」の2句が燈籠に刻まれた。墓は天川霊園の移転に伴い1985年（昭和60年）に市内の嶺公園へ移された。
没後の追悼句会で友人の長谷川歌男が代表句として挙げたのは以下の5つである。
- 七夕やどの帯締めて戸に立たむ
- 蛙啼くやそこはかとなく暮るゝ草
- いつか冬の月出でありぬ山仕事
- 燈し去る夜汽車の後や春の雪
- 屋根に霜の降りるらし枕低う寝る

13回忌にあたる1931年（昭和6年）、前橋公園に友人の関口雨亭（志行）（俳人。のち前橋市長）・高橋清七（煥乎堂社長、高橋元吉の兄）・石橋皐一（如山）・野中康弘（映画館経営者）によって民謡「落葉」歌碑が建立された。
生家の建物は1945年（昭和20年）の前橋空襲で焼失した。
代表作とされる「佐渡ヶ島」の詩は、1903年（明治36年）6月の『文庫』に初めて掲載された晩村の民謡で、『野葡萄』には改訂して採録された。2002年（平成14年）に相川町（現・佐渡市）の金山茶屋前に詩碑が建立された。

## 主な作品
小説
- 『風雲回顧録』武侠世界社、1912年
- 『明治三大探偵実話』国民書院、1912年
- 『頭山満翁と玄洋社物語』武侠世界社、1914年
- 『女仇討物語』古川文栄社、1914年
- 『世界軍事探偵物語』国民書院、1915年
- 『維新志士殉難叫血録』国民書院、1915年
- 『歴史物語血吹雪』一橋堂書店、1915年
- 『浮世の波』栄文堂、1915年
- 『侠客忠治』大日本雄弁会、1916年
- 『曾我兄弟』国民書院、1916年
- 歴史小説文庫『白虎隊』『少年忠臣蔵』『五郎正宗』『幡随院長兵衛』など 国民書院、1917年-1920年
- 『白菊ものがたり』神谷書店、1919年 - 家庭小品
- 『涙の花』大日本雄弁会、1919年、少年小説集
- 『夫婦雛』講談社、1920年
- 『二宮尊徳・阿若丸・吉野の花』国民書院、1920年
- 『金が敵』三芳屋書店、1921年 - 諧謔小説

詩集
- 『野葡萄』国民書院、1915年 - 夏目漱石、相馬御風、横瀬夜雨が序をつけている。
- 『麦笛』玄文社、1919年

その他
- 『読書の趣味と其方法』国民書院、1916年 - 評論
- 『茶摘唄』白瓶社、1917年 - 民謡選集。共著だが叶九隻と並んで晩村の作品が多く、28篇が収められている。
- 『湯けむり』武侠世界社、1918年 - 草津温泉への紀行文
- 群馬県立前橋高等学校校歌
- ほかに新聞・雑誌掲載作品多数。